# Louis-Armand-Constantin de Rohan

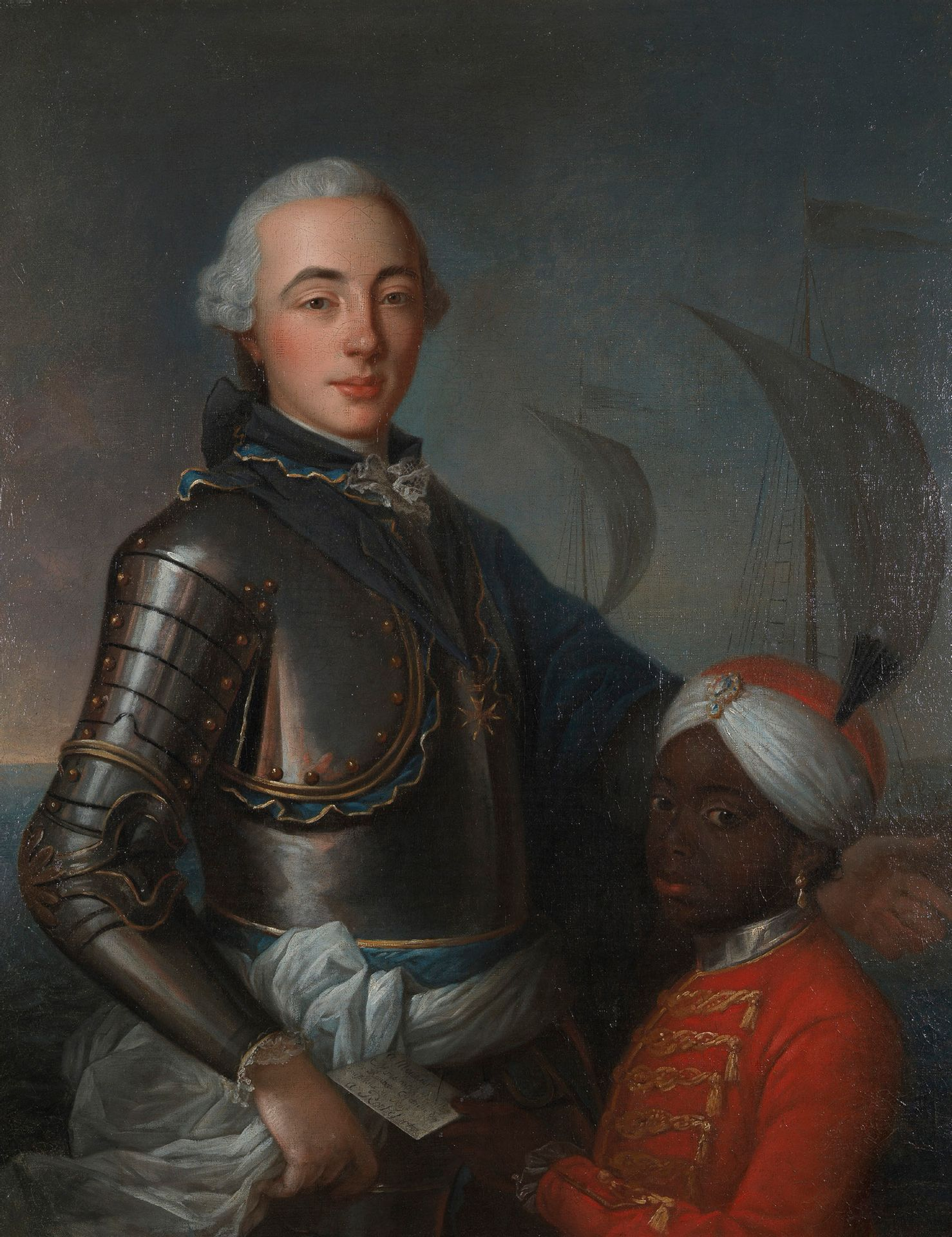
Porträt von Louis-Armand-Constantin de Rohan im Alter von 26 Jahren, begleitet von Roch Aza, seinem jungen Sklaven. Ölgemälde von Jean-Marc Nattier (ca. 1770).

Louis-Armand-Constantin de Rohan, Chevalier de Rohan, später Prince de Montbazon (* 6. April 1732 in Paris, Frankreich; † 27. Juli 1794 ebenda durch Hinrichtung) war ein französischer Seeoffizier und Aristokrat im späten 18. Jahrhundert. Er war Gouverneur von Saint-Domingue und zuletzt Vice-amiral de France und Kommandeur der Flotte du Levant. Er war der letzte kommandierende Offizier dieses Verbandes. Während der Terrorherrschaft (französisch la Terreur im Zuge der Französischen Revolution) wurde er hingerichtet.

## Biographie

### Herkunft und Familie
Rohan stammte aus dem gleichnamigen Adelsgeschlecht, das einen erheblichen Einfluss auf die Geschichte Frankreichs hatte und eine der mächtigsten Familien in der Bretagne war. Ihre Mitglieder trugen außerdem den Rang Prince étranger.
Seine Eltern waren Hercule Mériadec de Rohan-Guéméné (1688–1757), ein französischer Aristokrat, Herzog von Montbazon, Fürst von Guéméné und Pair von Frankreich und Louise de Rohan (1704–1741), Tochter von Hercule Mériadec de Rohan-Soubise. Er hatte sechs Geschwister, darunter Jules-Hercule-Mériadec (1726–1800), genannt Prince de Montbazon, 7. Duc de Montbazon, 8. Prince de Guéméné, Pair de France, Lieutenant-général; ⚭ 19. Februar 1743 Marie Louise de La Tour d’Auvergne (1725–1781), bekannter als Madame de Guéméné, eine Tochter von Charles Godefroi de La Tour d’Auvergne, Herzog von Bouillon, und Maria Karolina Sobieska.
Seine jüngeren Brüder waren Louis René Édouard de Rohan-Guéméné (1734–1803), genannt der Kardinal de Rohan, Fürstbischof von Straßburg, und Ferdinand Maximilien Mériadec de Rohan-Guéméné (1738–1813), Geistlicher und Kaplan der Kaiserinnen Josephine und Marie Louise.

### Militärlaufbahn
Rohan trat in den Dienst der französischen Marine. 1758 erhielt er die Beförderung zum Capitaine de Vaisseau (Kapitän zur See) und wurde Kommandant der Raisonnable. Im April dieses Jahres schloss er sich dem Geschwader von Desgouttes an, das nach Louisbourg gehen sollte. Er wurde allerdings von einem britischen Geschwader aus sechs Schiffen entdeckt und in der Folge, am 29. April 1758, von zwei dieser Schiffe vor Brest zum Kampf gestellt. Rohan musste vor dem überlegenen Gegner die Flagge streichen und kam bis 1759 in britische Kriegsgefangenschaft. Nach der Entlassung befehligte er die Bizarre, mit der er an der Seeschlacht in der Bucht von Quiberon am 20. November teilnahm. 1762 segelte er mit Nachschubgütern als Teil des Geschwaders von Blénac auf der Défenseur zu den französischen Besitzungen in den Antillen.
Im Dezember 1764 wurde er zum Chef d’escadre (Konteradmiral) befördert und erhielt im Januar 1766 die Ernennung zum  Generalgouverneur von Saint-Domingue und den französischen Inseln über dem Winde, wo er den Grafen d’Estaing ablöste. In seine Dienstzeit fielen dort die sog. weißen Aufstände (französisch Révoltes Blanches) (1768–1769), die von den überwiegend weißen Kolonisten gegen die Kolonialverwaltung der Insel angeführt wurden. Er ließ Saint-Domingue am 10. Februar 1769 in großer Unordnung zurück, da er sich eher als guter Seemann, aber ebenso wie sein Intendant Bongars als schlechter Verwalter erwiesen hatte.
Trotzdem wurde er im selben Jahr zum Lieutenant-général (Vizeadmiral) befördert.
Allerdings war er ab dieser Zeit bei König Ludwig XV. wegen seines Einsatzes in Saint-Domingue in Ungnade gefallen und nicht mehr mit Kommandos auf See betraut. Dies verhinderte jedoch nicht, dass er im März 1784 zum Vizeadmiral der Levanteflotte befördert wurde. Bis zum Beginn der Französischen Revolution 1789 hatten ihm sämtliche zuständigen Stellen und Minister bereits 23 Jahre lang ein Schiffskommando oder einen Posten im Kolonialdienst verweigert, obwohl er sich mehrfach darum bemüht hatte.
1771 heiratete er Gabrielle Louise Rosalie Le Tonnelier de Breteuil (* 1725), Witwe Charles Armand de Pons und Tochter von François-Victor Le Tonnelier de Breteuil, Marquis de Fontenay-Trésigny (1686–1743) und Marie Anne Angélique Charpentier. Er wurde somit der Schwiegervater von Marie-Antoinette-Rosalie de Pons, die seit 1766 mit Paul François de Quelen de la Vauguyon (1746–1828), Herzog von Saint-Mégrin, verheiratet war.
Wie viele große Adlige seiner Zeit gehörte er der Freimaurerei an und wurde 1773 Mitglied der Loge Saint-Jean de Montmorency-Luxembourg.
Als die Revolution ausbrach, emigrierte er nicht und war bestrebt, „die Beweise seines Bürgersinns zu vermehren“. Allerdings wurde er am 1. Oktober 1793 verhaftet, „nicht im Verdacht, Böses getan zu haben, sondern im Verdacht, es tun zu können“. Er wurde am 23. Juli 1794 (5. Thermidor im Jahr II) vor dem Revolutionstribunal zum Tode verurteilt und am nächsten Tag in Paris mit der Guillotine hingerichtet.